# Пасни
Пасни (урду پسنی‎) — город в провинции Белуджистан, Пакистан. Население — 28 447 чел. (на 2010 год).

## Географическое положение
Город расположен на побережье Аравийского моря, в 300 км от Карачи.

## Военная база
В Пасни расположен 4-й батальон Береговой охраны Пакистана.

## Демография
| 1998   | 2010   |
| ------ | ------ |
| 27 974 | 28 447 |